# Mohamed Juma
Mohamed Juma (Baréin; 13 de diciembre de 1973) es un exfutbolista de Baréin que jugaba en la posición de defensa.

## Carrera

### Club
| Periodo   | Club           |
| --------- | -------------- |
| 2002-2004 | Al-Hala SC     |
| 2004-2005 | Busaiteen Club |
| 2005-2006 | Al-Khor SC     |
| 2006-2011 | Busaiteen Club |

### Selección nacional
Jugó para Baréin en 35 ocasiones de 1996 a 2005 y anotó un gol; participó en la Copa Asiática 2004.